# Риселсхајм
Риселсхајм (њем. Rüsselsheim) град је у њемачкој савезној држави Хесен. Једно је од 14 општинских средишта округа Грос-Герау. Према процјени из 2010. у граду је живјело 59.604 становника. Посједује регионалну шифру (AGS) 6433012.

## Географски и демографски подаци
Риселсхајм се налази у савезној држави Хесен у округу Грос-Герау. Град се налази на надморској висини од 88 метара. Површина општине износи 58,3 km². У самом граду је, према процјени из 2010. године, живјело 59.604 становника. Просјечна густина становништва износи 1.023 становника/km².

## Међународна сарадња
| Мјесто   | Држава               | Врста сарадње | Од    |
| -------- | -------------------- | ------------- | ----- |
| Кечкемет | Мађарска             | партнерство   | 1991. |
| Рагби    | Уједињено Краљевство | партнерство   | 1977. |
| Варкаус  | Финска               | партнерство   | 1979. |
|          | Француска            | партнерство   | 1961. |
| Извор    |                      |               |       |